# Storeria dekayi
Storeria dekayi är en ormart som beskrevs av Holbrook 1842. Storeria dekayi ingår i släktet Storeria och familjen snokar.

## Utseende
De flesta exemplar är ungefär 30 cm långa och stora individer når en längd av 50 cm. Storeria dekayi har en brun till gråbrun grundfärg på ovansidan med längsgående rader av svarta punkter. På bålens sidor syns ibland otydliga mörka fläckar. Undersidan är ljusare och även här förekommer mörka punkter. Två större mörka fläckar på ormens nacke kan vara sammanlänkade till en krage. Hos några populationer är kragen ljusare än andra kroppsdelar. Allmänt är ungar mörkare och mer gråaktiga. Kragen är hos ungar är gulaktig.

## Utbredning
Arten förekommer från södra Quebec och södra Ontario i Kanada över östra USA och östra Mexiko till Honduras. Kanske når den även El Salvador. Arten hittas på några av Florida Keys. Storeria dekayi vistas i princip i alla habitaten som finns i utbredningsområdet. I Mexiko hittas den främst i molnskogar och i tropiska lövfällande skogar. Den fördrar fuktiga landskap men den är inte anpassad till ett liv i vatten. En eller flera individer tillsammans håller vinterdvala i jordhålor, i byggnader eller i andra gömställen.

## Ekologi
Storeria dekayi håller bara under vinterns kallaste veckor vinterdvala. Den är oftast nattaktiv men den kan vara dagaktiv. Födan utgörs främst av daggmaskar och snäckor som kompletteras med några insekter, spindlar och salamandrar. Parningen sker mellan mars och maj. Honor lägger inga ägg utan föder under senare sommaren eller tidiga hösten 3 till 41 ungar. Artens embryon utvecklas i ett organ som liknar däggdjurens livmoder. De är inte beroende av en gulesäck.
Denna orm har många naturliga fienden. Den kan falla offer för skunkar, tvättbjörnar, pungråttor, näbbmöss, olika rovfåglar och för större ormar. Små exemplar kan dödas av paddor och stora spindlar. När individen inte hinner fly kan den spela död.

## Bevarandestatus
För beståndet är inga hot kända och i utbredningsområdet inrättades många skyddszoner. IUCN kategoriserar arten globalt som livskraftig.

## Underarter
Arten delas in i följande underarter:
- S. d. anomala
- S. d. dekayi
- S. d. limnetes
- S. d. temporalineata
- S. d. texana
- S. d. tropica
- S. d. victa
- S. d. wrightorum